# Marquesado de San Juan de Nieva
El marquesado de San Juan de Nieva es un título nobiliario español creado el 19 de junio de 1893 por la reina regente María Cristina de Habsburgo Lorena y concedido, en nombre de Alfonso XIII, a favor de Francisco Javier de Maqua y Pozo. Fue rehabilitado en 1981 por rey Juan Carlos I y recayó en Alfonso de Maqua y García-Valera, tataranieto del primer marqués.
Su denominación hace referencia a la entidad singular de población de San Juan de Nieva, perteneciente al concejo de Avilés, en la comunidad autónoma de Asturias. 

## Marqueses de San Juan de Nieva
|                                  | Titular                            | Periodo                   |
| Creación por Alfonso XIII        | Creación por Alfonso XIII          | Creación por Alfonso XIII |
| -------------------------------- | ---------------------------------- | ------------------------- |
| I                                | Francisco Javier de Maqua y Pozo   | 1893-1894                 |
| II                               | Francisco Javier de Maqua y Cañedo | 1896-1897                 |
| Rehabilitación por Juan Carlos I |                                    |                           |
| III                              | Alfonso de Maqua y García-Varela   | 1982-hoy                  |

## Historia de los marqueses de San Juan de Nieva
- Francisco Javier de Maqua y Pozo (1850-1894), I marqués de San Juan de Nieva.[1][3]

Casó en primeras nupcias con María del Carmen Cañedo y Sierra, hija del conde de Agüera, y en segundas nupcias con Emilia Carrizo y Llanes. El 1 de abril de 1896 le sucedió un hijo de su primer matrimonio:
- Francisco Javier de Maqua y Cañedo (1870-1897), II marqués de San Juan de Nieva,[1]  que murió sin descendientes.[3]

La rehabilitación del título fue solicitada por Luis de la Campa y de Robles el 24 de junio de 1968, pero falleció antes de que se pudiese tomar una decisión al respecto. Previa solicitud del 18 de diciembre de 1974, un decreto del 2 de octubre de 1981 (BOE del 5 de diciembre) rehabilitó el título en favor de Alfonso de Maqua y García-Varela, que sucedió por carta del 6 de septiembre de 1982:
- Alfonso de Maqua y García-Varela (n. 1946), III marqués de San Juan de Nieva, ingeniero de Construcciones Civiles, licenciado en Económicas y máster en economía y dirección de empresas, vicepresidente del Chase Manhattan Bank, «managing director» del European Credit Management.[3][8] Es hijo de Alfonso de Maqua y Aquino, quien fue hijo de Cástor de Maqua y Cañedo —hermano del segundo marqués—, y su esposa Celestina García-Varela.[3]

Casó con María Luisa Fernández Jiménez.